# 1В15
Машина 1В15 (по классификации НАТО ACRV M1974/2b) — советский и российский передвижной командный наблюдательный пункт командира дивизиона самоходной артиллерии. Входит в состав комплекса средств автоматизации управления огнём (КСАУО) самоходной артиллерии 1В12 «Машина-С».

## Описание конструкции

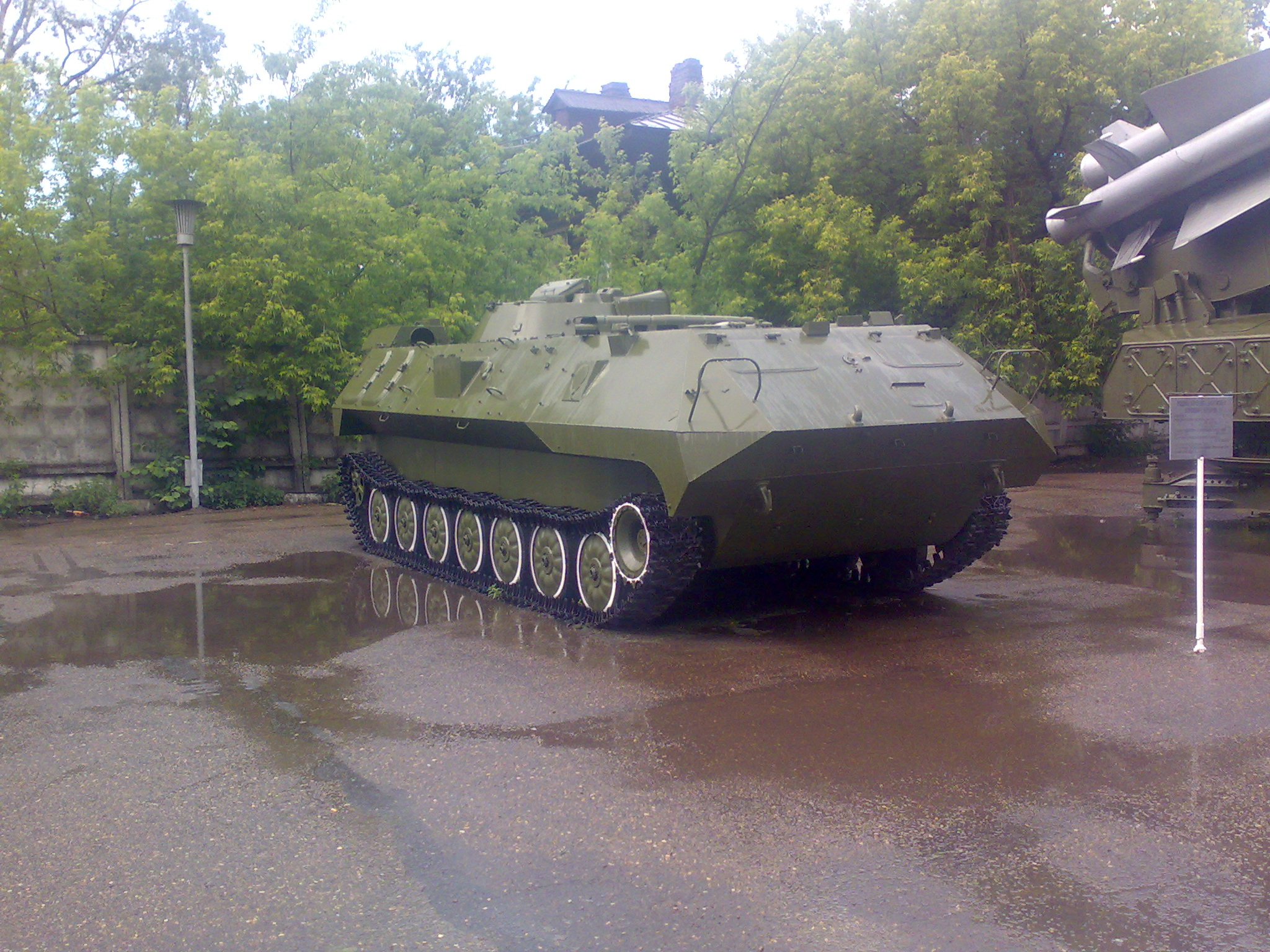
1В15М в музее Мотовилихинских заводов

Машина 1В15 комплекса 1В12 создана на базе шасси МТ-ЛБу. Выполняет роль передвижного командно-наблюдательного пункта командира дивизиона. Тесно взаимодействует с мотострелковыми и танковыми подразделениями и обеспечивает разведку и управление огнём дивизиона.
В состав экипажа машины входят 6 человек:
1. Механик-водитель,
2. Оператор;
3. Разведчик-дальномерщик;
4. Старший радиотелефонист;
5. Командир отделения (по совместительству оператор-топогеодезист);
6. Командир дивизиона.

### Броневой корпус и башня
Броневой корпус машины 1В15 является несущей конструкцией и сварен из стальных броневых листов. Корпус полностью герметичен и защищает экипаж машины от пуль, осколков и радиоактивной пыли. В средней части корпуса установлен двигатель, который разделяет отсеки машины на аппаратное отделение и отделение управления.
В отделении управления установлены два ряда сидений. Первый ряд предназначен для размещения механика-водителя, радиотелефониста и командира отделения, второй ряд является запасным. В аппаратном отделении находятся два сидения с откидными столиками для старшего радиотелефониста и оператора. Все рабочие места машины имеют специальные нагрудные переключатели 1Т803М.
В башне размещены приборы наблюдения. Основой башни является сварной стальной колпак, обеспечивающий противопульную и противоосколочную защиту. Приборы наблюдения защищаются броневыми люками и броневыми стёклами, которые обеспечивают полную герметичность обитаемого отсека. Вращение башни происходит на погоне, который закреплён в неподвижной части корпуса. Механизм поворота башни имеет ручной режим и автоматический от электродвигателя.

### Вооружение
В качестве основного вооружения используется 7,62-мм пулемёт ПКМБ. Пулемёт перевозится в машине, при стрельбе устанавливается в специальную бронестранспортёрную установку, которая расположена на крыше башни. Возимый боекомплект составляет 1250 патронов. Кроме того имеется возможность ведения огня из личного оружия через специальные амбразуры в корпусе.

### Средства наблюдения и связи
В состав средств наблюдения машины 1В15 входят:
1. Комбинированный прибор наблюдения ННВД;
2. Панорамический визир ориентирования ВОП-7А;
3. Система 1Т804;
4. Стереоскопический дальномер ДС-1;
5. Сапёрный дальномер ДСТ-451;

Машина 1В15 оборудована следующими средствами связи:
1. УКВ радиостанция Р-123М;
2. Широкодиапазонная УКВ радиостанция Р-111;
3. КВ радиостанция Р-130М;
4. Широкодиапазонная переносная УКВ радиостанция Р-107М;
5. Коммутационная аппаратура для связи между членами экипажа 1Т803М;

## Модификации
- 1В15 — машина командира дивизиона КСАУО 1В12
- 1В15-1 — машина командира дивизиона КСАУО 1В12-1
- 1В15-3 — машина командира дивизиона КСАУО 1В12-3
- 1В15-4 — машина командира дивизиона КСАУО 1В12-4
- 1В15М — машина командира дивизиона КСАУО 1В12М
- 1В15М-1 — машина командира дивизиона КСАУО 1В12М-1
- 1В15М-3 — машина командира дивизиона КСАУО 1В12М-3
- MT-LBu-P — финская модификация машины командира дивизиона 1В15

## Служба и боевое применение
1. Вторая чеченская война — использовались Российскими войсками[9]
2. Первая чеченская война — использовались Российскими войсками, в частности при штурме Грозного 1994-1995 г.[источник не указан 3961 день]